# Krieglach
Krieglach – gmina targowa w Austrii, w kraju związkowym Styria, w powiecie Bruck-Mürzzuschlag. Liczy 5134 mieszkańców (1 stycznia 2015). Do 31 grudnia 2012 gmina należała do powiatu Mürzzuschlag.

## Osoby

### związane z gminą
- Peter Rosegger - pisarz, mieszkał tutaj i zmarł

## Współpraca
Miejscowość partnerska:
- Bürstadt, Niemcy